# Lindmania dyckioides
Lindmania dyckioides (лат. Lindmania dyckioides) — растение из рода Линдмания семейства Бромелиевые (лат. Bromeliaceae) подсемейства Питкерниевые (лат. Pitcairnioideae).

## Автор названия вида
Растение Lindmania dyckioides было изучено и описано известным американским ботаником Лайманом Брэдфордом Смитом, который специализировался на семействе Бромелиевые.

## Распространение
Вид Lindmania dyckioides встречается в Венесуэле, где он является эндемичным.